# محصول عادي
المحصول العادي هو مصطلح زراعي يشير إلى متوسط المحصول التاريخي المحدد لمزرعة أو منطقة زراعية معينة. كما يُستخدم المصطلح أيضًا لوصف المحاصيل المتوسطة. وقد يتمثل الإنتاج العادي في مساحات أفدنة المحاصيل المزروعة التي تتم مضاعفتها بواسطة المحصول العادي. وبمجرد أن يتطلب برنامج التكيف تحديد هذه القياسات لحساب الفوائد، فإنه يتم استبدالها بمساحات المحاصيل الأساسية ومساحات محاصيل المدفوعات ومحاصيل المدفوعات بموجب قانون المزارع لعام 2002 (القانون العام رقم 101-171 الفقرة رقم 1101-1102).